# Victor Gouton
Pour les articles homonymes, voir Gouton.
Victor Gouton, né le 8 juin 1922 à Saint-Chamond (Loire) et décédé le 4 mai 2004 à Saint-Pargoire (Hérault), est un homme politique français. Il est élu en qualité de suppléant du député Charles de Chambrun, lors des élections législatives de 1962 en Lozère. Ce dernier étant nommé en 1966 secrétaire d'état sous Georges Pompidou, Gouton devient député. Professionnellement, il est alors chef d'atelier à Saint-Chély-d'Apcher.

## Synthèse des mandats
- 9 février 1966 - 2 avril 1967 : député (non-inscrit) de la 2e circonscription de la Lozère